# Betula costata
Betula costata — вид квіткових рослин з родини березових (Betulaceae). Росте у східній Азії.

## Біоморфологічна характеристика

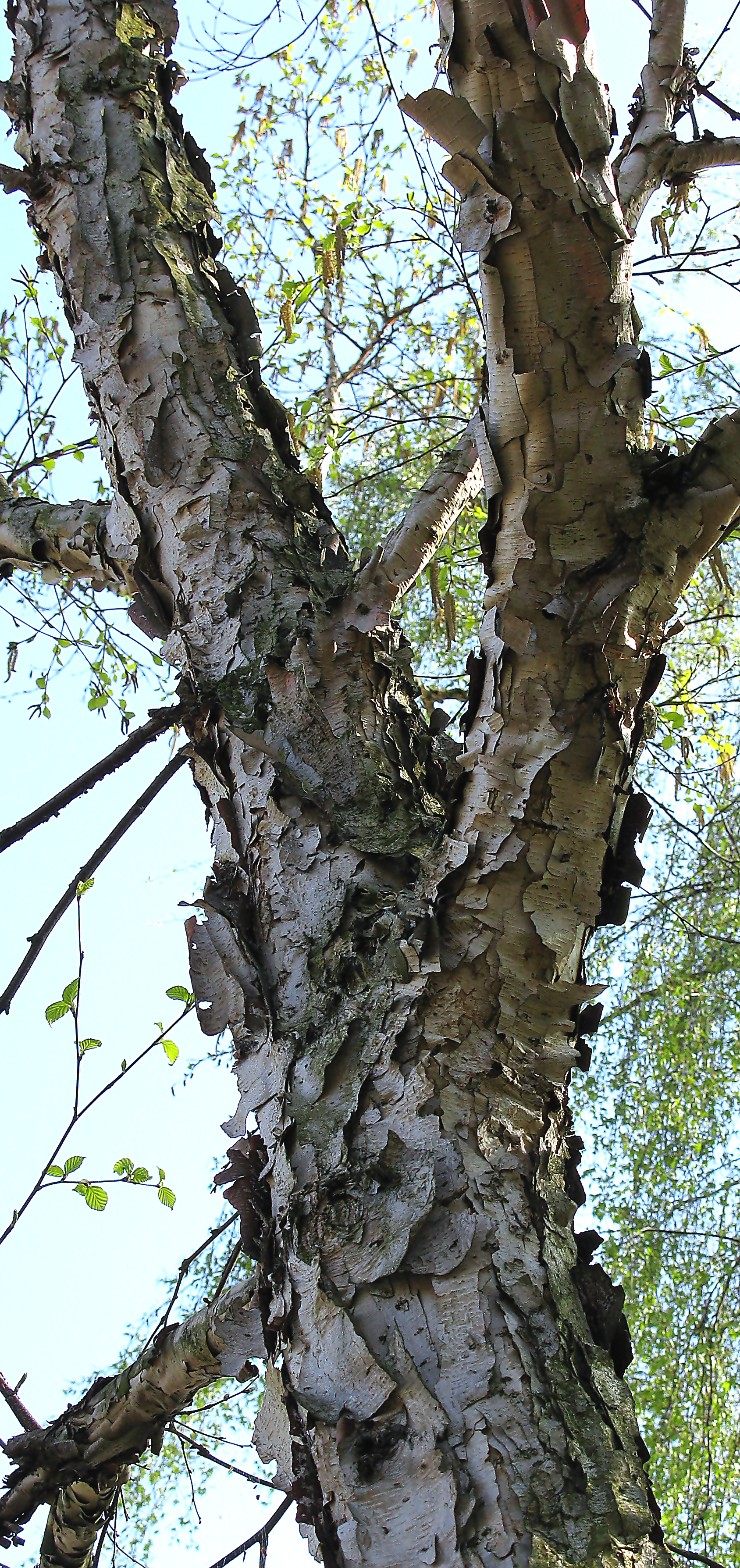

Це дерево до 30 м заввишки. Кора сірувато-коричнева, відшаровується паперовими лусочками. Гілки червоно-бурі, голі. Гілочки коричневі, густо-жовті, смолянисті, залозисті, слабо запушені. Листкова ніжка 8–20 мм. Листова яйцювата чи яйцювато-еліптична, 3.5–7 × 1.5–4.5 см; абаксіально (низ) щільно-смолиста, ворсинчаста, борідка в пазухах бічних жилок, адаксіально гола, край нерівномірний і подвійно дрібно зазубрений, верхівка загострена або хвостато-загострена. Жіночі суцвіття довгасті, 1.5–2.5 × ≈ 1 см. Горішок оберненояйцеподібний, ≈ 2.5 мм, голий, з перетинчастими крилами ≈ 1/2 ширини горішка.

## Поширення й екологія
Поширення: Китай (Хейлунцзян, Цзілінь, Ляонін, Ней Монгол, Хебей), Північна й Південна Корея, Росія (Амур, Примор'я, Західний Сибір). Зростає на висотах від 600 до 2500 метрів. Росте в помірних тропічних лісах. Цей вид чутливий до посухи, йому потрібні глибокі, багаті та вологі ґрунти.

## Використання
Деревина прямоволокниста, грубої текстури, легко розтріскується; використовують для виготовлення жердин, для палива та деревного вугілля. Повідомляється, що цей вид рідко культивується.